# The Hollies
The Hollies je engleski rock sastav iz 1960. Sastav je imao osobitu popularnost u doba britanske invazije. Njihova osobitost je bila višeglasno pjevanje, svojim pjevačkim stilom utjecali su na mnoge druge grupe širom svijeta. Oni su uz Rolling Stonese jedina značajna grupa iz šesdesetih koja djeluje do današnjih dana. 
- Grupa The Hollies, je bila prva velika svjetski poznata rock grupa, koja je imala koncert u Zagrebu, u ljeto 1966. Nastupili su na tada prepunom igralištu zagrebačke Šalate. To je bio drugi engleski rock sastav koji je nastupio u Hrvatskoj (prvi su bili Rocking Wikers 1965. s koncertom u maloj kino dvorani tadašnje Kinoteke u Ilici). Tako da je koncert grupe The Hollies, bio povijesni događaj, s obzirom na broj gledatelja i značaj grupe.

## Povijest grupe

### Osnutak
Sastav je osnovan oko Božića 1962. godine, od članova grupe The Deltas. Osnivači sastava bili su; Allan Clarke (pjevač), Graham Nash(solo gitara i prateći vokal), Jeremy Levine(ritam gitara), Eric Haydock (bas-gitara) i Don Rathbone (bubnjevi). 

### Šesdesete
Prvi uspjeh, bila im je pjesma iz 1964. "Stay"(#8 na britanskim ljestvicama), a zatim je slijedio prepjev uspješnice Doris Troya, "Just One Look". Zatim je uslijedila prava lavina njihovih hit singl ploča; "Here I Go Again" (#4 u Britaniji, 1964.), "Look Through Any Window" (#4 u Britaniji, 1965., #32 u S.A.D.), "Yes I Will" (#9 u Britaniji, 1965.), "I'm Alive" (#1 u Britaniji, #103 u S.A.D., 1965.), zatim tri britanska hita #2 iz 1966. "Bus Stop" (S.A.D. #5), "I Can't Let Go" (S.A.D. #42), "Stop Stop Stop" (S.A.D. #7), "Carrie Anne" (#3 u Britaniji, #9 u S.A.D., 1967.), "Carousel" (#4 u Britaniji, #11 u S.A.D., 1967.) i "Jennifer Eccles" (#7 u Britaniji, #40 u S.A.D., 1968), njihova posljednja singl ploča s Graham Nashom. Prva veća izmjena u grupi dogodila se 1966. godine, kada je bas-gitarist Eric Haydock, promijenjen za Bernia Calverta. Velika promjena uslijedila je 1968. kada je Graham Nash, napustio grupu, zbog neslaganja o glazbenoj budućnosti sastava, i pridružio se super grupi Crosby, Stills & Nash. Njega je zamijenio Terry Sylvester (pjevač i gitarist) iz sastava The Swinging Blue Jeans.  U ovoj postavi sastav je snimio singl 1969. "Sorry, Suzanne", koja se popela na #3 u Britaniji.
Sastav se ponovno popeo na ljestvice 1970. baladom "He Ain't Heavy, He's My Brother", (klavir na snimci svira Elton John). Allan Clarke napustio je sastav 1971. zbog solo karijere. Nakon toga sastav je počeo učestalo mijenjati članove, ali još uvijek je izbacivao uspješnice, "Long Cool Woman in a Black Dress", ( #2 u Britaniji, #32 u S.A.D.). 1974. godine ponovno su osvojili srca britanske publike s pjesmom "The Air That I Breathe",(#2 na britanskim listama), to je bio i njihov posljednji veliki uspjeh.

### Od osamdesetih do 2000
Osamdesete su protekle u velikim promjenama, i povratcima nekih bivših članova, ali i u padu interesa publike za Holliese. Njihov posljednji uspjeh u napadu na top liste bio je s uspješnicom grupe The Supremes, "Stop in the Name of Love", (#29 u S.A.D. 1983.). Nastavili su nastupati po raznim zabavnim televizijskim emisijama, rock glazbenim okupljanjima, i manje više eksploatirali stari materijal.

## Članovi sastava
razdoblje 1962. – 1963.
- Allan Clarke - solo pjevač, gitara, usna harmonika
- Graham Nash - gitara, vokal
- Jeremy Levine - gitara
- Eric Haydock - bas-gitara
- Don Rathbone - bubnjevi

razdoblje 1963.
- Allan Clarke - glavni mandolina, gitara, usna harmonika
- Graham Nash - gitara, vokal
- Tony Hicks - gitara, bendžo, mandolina, bas-gitara klavijature, vokal
- Eric Haydock - bas-gitara
- Don Rathbone - bubnjevi

razdoblje 1963. – 1966.
- Allan Clarke - glavna mandolina, gitara, usna harmonika
- Graham Nash - gitara, vokal
- Tony Hicks - gitara, bendžo, mandolina, bas-gitara, klavijature, vokal
- Eric Haydock - bas-gitara
- Bobby Elliott - bubnjevi

razdoblje 1966. – 1968.
- Allan Clarke - glavna mandolina, gitara, usna harmonika
- Graham Nash - gitara, vokal
- Tony Hicks - gitara, bendžo, mandolina, bas-gitara, klavijature, vokal
- Bernie Calvert - bas-gitara, klavijature
- Bobby Elliott - bubnjevi, pa zatim; Dougie Wright, Clem Cattini, i Tony Newman

razdoblje 1968. – 1971.
- Allan Clarke - glavna mandolina, gitara, usna harmonika
- Terry Sylvester - gitara, vokal
- Tony Hicks - gitara, bendžo, mandolina, bas-gitara, klavijature, vokal
- Bernie Calvert - bas-gitara, klavijature
- Bobby Elliott - bubnjevi

razdoblje 1971. – 1973.
- Mikael Rickfors - glavni vokal, gitara, bas-gitara, klavijature, usna harmonika, udaraljke
- Terry Sylvester - gitara, vokal
- Tony Hicks - gitara, bendžo, mandolina, bas-gitara, klavijature, vokal
- Bernie Calvert - bas-gitara, klavijature
- Bobby Elliott - bubnjevi

razdoblje 1973. – 1974.
- Allan Clarke - glavni vokal, gitara, usna harmonika
- Terry Sylvester - gitara, vokal
- Tony Hicks - gitara, bendžo, mandolina, bas-gitara, klavijature, vokal
- Bernie Calvert - bas-gitara, klavijature
- Bobby Elliott - bubnjevi

razdoblje 1974. – 1981.
- Allan Clarke - glavni vokal, gitara, usna harmonika
- Terry Sylvester - gitara, vokal
- Tony Hicks - gitara, bendžo, mandolina, bas-gitara, klavijature, vokal
- Bernie Calvert - bas-gitara, klavijature
- Bobby Elliott - bubnjevi
- Pete Wingfield - klavijature
- Paul Bliss - klavijature(1978. za njemačke turneje kao zamjena za Wingfielda)

razdoblje 1981.
- Allan Clarke - glavni vokal, gitara, usna harmonika
- Graham Nash - gitara, vokal
- Tony Hicks - gitara, bendžo, mandolina, bas-gitara, klavijature, vokal
- Eric Haydock - bas-gitara
- Bobby Elliott - bubnjevi

razdoblje 1981. – 1982.
- Allan Clarke - glavni vokal, gitara, usna harmonika
- Alan Coates - gitara, bendžo, vokal
- Tony Hicks - gitara, bendžo, mandolina, bas-gitara, klavijature, vokal
- Alan Jones - bas-gitara
- Bobby Elliott - bubnjevi
- Brian Chatton - klavijature

razdoblje 1982.
- Allan Clarke - glavni vokal, gitara, usna harmonika
- Graham Nash - gitara, vokal
- Tony Hicks - gitara, bendžo, mandolina, bas-gitara, klavijature, vokal
- Alan Jones/ Steve Stroud - bas-gitara
- Bobby Elliott - bubnjevi
- Brian Chatton - klavijature
- Paul Bliss - klavijature

razdoblje 1982.
- Allan Clarke - glavni vokal, gitara, usna harmonika
- Alan Coates - gitara, bendžo, vokal
- Tony Hicks - gitara, bendžo, mandolina, bas-gitara, klavijature, vokal
- Steve Stroud - bas-gitara
- Bobby Elliott - bubnjevi
- Peter Arnesen - klavijature

razdoblje 1983.
- Allan Clarke - glavni vokal, gitara, usna harmonika
- Alan Coates/Jamie Moses(zamijenjen je od strane Coatesa 1983. za Australsko / Novo Zelandske turneje, - gitara, vokal
- Tony Hicks - gitara, bendžo, mandolina, bas-gitara, klavijature, vokal
- Steve Stroud - bas-gitara
- Bobby Elliott - bubnjevi
- Peter Arnesen - klavijature
- Paul Bliss - klavijature

razdoblje 1983. (turneja po S.A.D.)
- Allan Clarke - glavni vokal, gitara, usna harmonika
- Graham Nash - gitara, vokal
- Alan Coates - gitara, vokal
- Tony Hicks - gitara, bendžo, mandolina, bas-gitara, klavijature, vokal
- Steve Stroud - bas-gitara
- Bobby Elliott - bubnjevi
- Peter Arnesen - klavijature
- Paul Bliss - klavijature

razdoblje 1983. – 1984.
- Allan Clarke - glavni vokal, gitara, usna harmonika
- Graham Nash - gitara, vokal
- Alan Coates - gitara, bendžo, vokal
- Tony Hicks - gitara, bendžo, mandolina, bas-gitara, klavijature, vokal
- Steve Stroud - bas-gitara
- Bobby Elliott - bubnjevi
- Denis Haines - klavijature

razdoblje 1984. – 1986.
- Allan Clarke - glavni vokal, gitara, usna harmonika
- Alan Coates - gitara, bendžo, vokal
- Tony Hicks - gitara, bendžo, mandolina, bas-gitara, klavijature, vokal
- Steve Stroud - bas-gitara
- Bobby Elliott - bubnjevi
- Denis Haines - klavijature

razdoblje 1986. – 1990.
- Allan Clarke - glavni vokal, gitara, usna harmonika
- Alan Coates - gitara, bendžo, vokal (Jamie Moses zamijenjen je od strane Coatesa, za vrijeme europske tureje 1986.)
- Tony Hicks - gitara, bendžo, mandolina, bas-gitara, klavijature, vokal
- Ray Stiles - bas-gitara, vokal
- Bobby Elliott - bubnjevi
- Denis Haines - klavijature

razdoblje 1990. – 1991.
- Allan Clarke - glavni vokal, gitara, usna harmonika
- Alan Coates - gitara, bendžo, vokal
- Tony Hicks - gitara, bendžo, mandolina, bas-gitara, klavijature, vokal
- Steve Stroud - bas-gitara
- Bobby Elliott - bubnjevi
- Dave Carey - klavijature

razdoblje 1991. – 2000.
- Allan Clarke (John Miles zamijenio je Clarka na početku 1999) - glavni vokal, gitara, usna harmonika
- Alan Coates - gitara, bendžo, vokal
- Tony Hicks - gitara, bendžo, mandolina, bas-gitara, klavijature, vokal
- Ray Stiles - bas-gitara  (Steve Stroud zamijenjenio je,  rnog proljeća 1996.)
- Bobby Elliott - bubnjevi
- Ian Parker - klavijature, prateći vokal

razdoblje 2000. – 2004.
- Carl Wayne (Ian Harrison je zamijenjen od strane Wayna, od siječnja 2003 do kolovoza, 2004.) - glavni vokal
- Alan Coates - gitara, bendžo, vokal
- Tony Hicks - gitara, bendžo, mandolina, bas-gitara, klavijature, vokal
- Ray Stiles - bas-gitara, vokal
- Bobby Elliott - bubnjevi
- Ian Parker - klavijature, prateći vokal

razdoblje 2004. - do danas
- Peter Howarth - glavni vokal, gitara
- Steve Lauri - gitara, vokal
- Tony Hicks - gitara, bendžo, mandolina, bas-gitara, klavijature, vokal
- Ray Stiles - bas-gitara, vokal
- Bobby Elliott - bubnjevi
- Ian Parker - klavijature, prateći vokal

## Diskografija

### Singl ploče
| 1963      | (Ain't That) Just Like Me                          | UK: Parlophone R5030                                    | #25 | -    |
| 1963      | Searchin                                           | UK: Parlophone R5052                                    | #12 | -    |
| 1963 1964 | Stay                                               | UK: Parlophone R5077 S.A.D.: Liberty 55674              | #8  | -    |
| 1964      | Just One Look                                      | UK: Parlophone R5104 S.A.D.: Imperial 66026             | #2  | #98  |
| 1964      | Here I Go Again                                    | UK: Parlophone R5137 S.A.D.: Imperial 66044             | #4  | #107 |
| 1964      | We're Through                                      | UK: Parlophone R5178 S.A.D.: Imperial 66070             | #7  | -    |
| 1965      | Yes I Will                                         | UK: Parlophone R5232 S.A.D.: Imperial 66099             | #9  | -    |
| 1965      | I'm Alive                                          | UK: Parlophone R5287 S.A.D.: Imperial 66119             | #1  | #103 |
| 1965      | Look Through Any Window                            | UK: Parlophone R5322 S.A.D.: Imperial 66134             | #4  | #32  |
| 1965      | If I Needed Someone                                | UK: Parlophone R5392                                    | #20 | -    |
| 1966      | I Can't Let Go                                     | UK: Parlophone R5409 S.A.D.: Imperial 66158             | #2  | #42  |
| 1966      | Bus Stop                                           | UK: Parlophone R5469 S.A.D.: Imperial 66186             | #5  | #5   |
| 1966      | After the Fox                                      | UK: United Artists UP 1152 S.A.D.: United Artists 50079 | -   | -    |
| 1966      | Stop! Stop! Stop!                                  | UK: Parlophone R5508 S.A.D.: Imperial 66214             | #2  | #7   |
| 1966      | What's Wrong With The Way I Live                   |                                                         | -   | -    |
| 1967      | On a Carousel                                      | UK: Parlophone R5562 S.A.D.: Imperial 66231             | #4  | #11  |
| 1967      | Pay You Back With Interest                         | S.A.D.: Imperial 66240                                  | -   | #28  |
| 1967      | Carrie Anne                                        | UK: Parlophone R5602 S.A.D.: Epic 10180                 | #3  | #9   |
| 1967      | Just One Look                                      | Imperial 66258                                          | -   | #44  |
| 1967      | King Midas In Reverse                              | UK: Parlophone R5637 S.A.D.: Epic 10234                 | #18 | #51  |
| 1967      | Dear Eloise                                        | S.A.D.: Epic 10251                                      | -   | #50  |
| 1968      | Jennifer Eccles                                    | UK: Parlophone R5680 S.A.D.: Epic 10298                 | #7  | #40  |
| 1968      | Do The Best You Can                                | S.A.D.: Epic 10361                                      | -   | #93  |
| 1968      | Blowin' In The Wind                                | Europe: EMI 4137                                        | -   | -    |
| 1968      | Listen To Me                                       | UK: Parlophone R5733 S.A.D.: Epic 10400                 | #11 | #129 |
| 1969      | Sorry Suzanne                                      | UK: Parlophone R5765 S.A.D.: Epic 10454                 | #3  | #56  |
| 1969      | He Ain't Heavy, He's My Brother                    | UK: Parlophone R5806 S.A.D.: Epic 10532                 | #3  | #7   |
| 1970      | I Can't Tell the Bottom from the Top               | UK: Parlophone R5837 S.A.D.: Epic 10613                 | #7  | #82  |
| 1970      | Too Young To Be Married                            | Australija: Parlophone A9406                            | -   | -    |
| 1970      | Gasoline Alley Bred                                | UK: Parlophone R5862 S.A.D.: Epic 10677                 | #14 | -    |
| 1971      | Survival Of The Fittest                            | S.A.D.: Epic 10716                                      | -   | -    |
| 1971      | Hey Willy                                          | UK: Parlophone R5905 S.A.D.: Epic 10754                 | #22 | #110 |
| 1972      | The Baby                                           | UK: Polydor 2058 199 S.A.D.: Epic 10842                 | #26 | -    |
| 1972      | Long Cool Woman in a Black Dress                   | UK: Parlophone R5939 S.A.D.: Epic 10871                 | #32 | #2   |
| 1972      | Long Dark Road                                     | S.A.D.: Epic 10920                                      | -   | #26  |
| 1972 1973 | Magic Woman Touch                                  | UK: Polydor 2058 289 S.A.D.: Epic 10951                 | -   | #60  |
| 1973      | Jesus Was A Crossmaker                             | S.A.D.: Epic 10989                                      | -   | -    |
| 1973      | Slow Down                                          | S.A.D.: Epic 11025                                      | -   | -    |
| 1973      | The Day That Curly Billy Shot Down Crazy Sam McGee | UK: Polydor 2058 403 S.A.D.: Epic 11051                 | #24 | -    |
| 1974      | The Air That I Breathe                             | UK: Polydor 2058 435 S.A.D.: Epic 11100                 | #2  | #6   |
| 1974      | Son of a Rotten Gambler                            | UK: Polydor 2058 476                                    | -   | -    |
| 1974 1975 | I'm Down                                           | UK: Polydor 2058 289 S.A.D.: Epic 50144                 | -   | #104 |
| 1975      | Sandy                                              | S.A.D.: Epic 50086 UK: Polydor 2058 595                 | -   | #85  |
| 1975      | Another Night                                      | S.A.D.: Epic 50110                                      | -   | #71  |
| 1976      | Boulder To Birmingham                              | UK: Polydor 2058 694                                    | -   | -    |
| 1976      | Star                                               | UK: Polydor 2058 719                                    | -   | -    |
| 1976      | Daddy Don't Mind                                   | UK: Polydor 2058 779                                    | -   | -    |
| 1976      | Wiggle That Wotsit                                 | UK: Polydor 2058 799                                    | -   | -    |
| 1977      | Hello To Romance                                   | UK: Polydor 2058 880                                    | -   | -    |
| 1977      | Amnesty                                            | UK: Polydor 2058 906                                    | -   | -    |
| 1979      | Something To Live For                              | UK: Polydor POSP 35                                     | -   | -    |
| 1980      | Soldier's Song                                     | UK: Polydor 2059 246                                    | #58 | -    |
| 1980      | Heartbeat                                          | UK: Polydor POSP 175                                    | -   | -    |
| 1981      | Holliedaze                                         | UK: EMI 5229                                            | #28 | -    |
| 1981      | Take My Love And Run                               | UK: Polydor POSP 379                                    | -   | -    |
| 1983      | Stop In The Name of Love                           | S.A.D.: Atlantic 89819 UK: WEA U 9888                   | -   | #29  |
| 1983      | Casualty                                           | S.A.D.: Atlantic 89768                                  | -   | -    |
| 1985      | Too Many Hearts Get Broken                         | UK: Columbia DB 9110                                    | -   | -    |
| 1987      | This Is It                                         | UK: Columbia DB 9146                                    | -   | -    |
| 1987      | Reunion of the Heart                               | UK: Columbia DB 9151                                    | -   | -    |
| 1988      | He Ain't Heavy, He's My Brother                    | UK: EMI EM74                                            | #1  | -    |
| 1988      | The Air That I Breathe                             | UK: EMI EM80                                            | #60 | -    |
| 1989      | Find Me A Family                                   | UK: EMI EM86                                            | #79 | -    |
| 1990      | Purple Rain                                        | UK: SRT 9OLS 2407                                       | -   | -    |
| 1993      | The Woman I Love                                   | UK: EMI EM264                                           | #42 | -    |
| 2005      | Hope                                               | UK: EMI 340 6232                                        | -   | -    |

## Vanjske poveznice
- Službene stranice
- Legende šesdesetih  Arhivirana inačica izvorne stranice od 27. srpnja 2011. (Wayback Machine)
- Stranice obožavatelja Holliesa